# Дети (роман)
«Дети» (пол. Dzieci) — роман польского прозаика Болеслава Пруса, изначально публиковавшийся в журнале «Tygodnik Ilustrowany» в 1908 году. В книжной форме был издан в 1909 г. Произведение описывает время революции 1905 года и её влияние на Царство Польское.
На русском языке книга была впервые издана в 1909 году.

## О произведении
В "Детях" затрагиваются вопросы подстрекательства, последствий политической пропаганды, отношения к польскому языку российским правительством и революционное движение, а также большую рациональность преобразований страны не с помощью оружия, а с помощью образования и усердной работы.

 — Владек — сказал Денбовский тихо — если у тебя ещё сохранилось немного рассудка и власти над самим собой, то берись за учёбу... учись ещё и ещё... Сейчас войны выходят из моды, их место занимают разум и труд... Не пройдёт и века, когда побеждать начнут те, кто лучше и дольше умеют работать... Понял?...— Раздел X

## Сюжет
Казимир Щвирский создаёт из молодых людей общество (отряд), с целью участия в революции. Общество называют "Рыцари свободы". Со временем у него начинают закрадываться сомнения в правильности выбранного курса действий, но ситуация выходит из под его контроля. Происходят события, которые он не мог предвидеть.

## Персонажи
Персонажей романа можно условно поделить на несколько групп:
- участники общества "Рыцари свободы" (Казимир Щвирский, Владек Линовский и пр.);
- социалисты;
- бывшие участники польского восстания (Иосиф Линовский (отец Владка), доктор Денбовский, Винценты Щвирский);
- представители российской власти;
- евреи;
- подстрекатель (Фогель-Альтман-Иванов в одном лице).

## Критика
Советские авторы выступили с резкой критикой произведения, так:
- Малецкий А. называет данное произведение не иначе как контрреволюционным памфлетом, а самого автора обвиняет в антисемитизме[1].
- Цыбенко Е. относит данное произведение к «слабым и в идейном и в художественном отношении», особенно отмечая, что Прус просто не понял смысл революции и поэтому не изобразил в нём «силы революционного движения, которые были действительно передовыми и ведущими»[2].